# Olta Boka
Olta Boka, född 13 september 1991 i Tirana, är en albansk sångerska. Boka representerade sitt hemland vid Eurovision Song Contest 2008 i Belgrad i Serbien med sitt bidrag "Zemrën e lamë peng" (svenska: Vi satte hjärtat på spel). Hon blev när hon deltog år 2008 den yngsta deltagaren i tävlingen sedan år 2004 då Lisa Andreas representerade Cypern, 16 år gammal. Hon är även Albaniens yngsta deltagande artist hittills.

## Karriär
Boka föddes 1991 i Albaniens huvudstad Tirana. Vid 9 års ålder började hon sjunga i en kör ledd av Suzana Turku. Mellan 2002 och 2005 deltog hon i flera musikfestivaler för barn i Albanien, Kosovo, Bulgarien och Grekland. Hon inledde sin musikaliska karriär genom att delta i Ethet e së premtes mbrëma, den dåvarande albanska motsvarigheten till talangjakten Idol. 
I december 2007 var Boka en av deltagarna i Festivali i Këngës 46, Albaniens nationella uttagning till Eurovision Song Contest och en av landets mest populära musiktävlingar. Hennes bidrag hette "Zemrën e lamë peng" och var en kraftfull ballad skriven av Pandi Laço med musik av Adrian Hila. Boka presenterade sitt bidrag i den andra semifinalen, 15 december 2007. Hon tävlade tillsammans med 14 artister om 10 platser i finalen. När semifinalen avslutats stod det klart att Boka med sitt bidrag tagit sig till final. I finalen fick Boka startnummer 16 av totalt 17 finalister. Hon framförde sin låt efter Jonida Maliqi och före Rosela Gjylbegu. Boka fick höga poäng av samtliga domare och de maximala 12 poängen av tre (av totalt 7 domare). Totalt fick Boka 67 poäng vilket räckte till segern, 10 poäng före tvåorna Doruntina Disha och Flaka Krelani. Detta innebar att den då 16-åriga Boka skulle komma att tävla för Albanien i Eurovision Song Contest 2008 i Belgrad.
Bokas vinst i tävlingen skapade dock viss kontrovers i Albanien då tvåorna, Flaka Krelani och Doruntina Disha, gavs höga poäng av samtliga domare fram till de sista två (Gjergj Xhuvani & Alban Skënderaj) som gav bidraget noll poäng. Röstningen ifrågasattes starkt och misstankar om korruption eller alternativt etniska motiv nämndes (både Krelani och Disha har sin bakgrund i Kosovo). Kompositören Edmond Zhulali meddelade RTSH-rådet att han ville att de båda domarnas röster skulle ogiltigförklaras men så blev inte fallet utan Boka kom slutligen att få tävla i Eurovision Song Contest med sitt vinnande bidrag. flera artister såsom Manjola Nallbani, Greta Koçi och Rovena Dilo gick till attack mot festivalens ledning efter detta års tävling.
Boka framförde sitt bidrag i Eurovisions andra semifinal, 22 maj 2008. Boka fick viss uppmärksamhet under tävlingarna då den serbiska publiken vid ett antal tillfällen buade ut den albanska sångerskan. Hon slutade på 9:e plats i semifinalen och tog sig därmed till final. I finalen fick Boka 55 poäng vilket räckte till en 17:e plats i tävlingen. 
Efter Eurovision deltog hon i Kënga Magjike 2009 med låten "Jepu më zemër". Hon tog sig till finalen och tilldelades AMC-priset. Boka deltog även i Kënga Magjike 2010. Hennes bidrag hette "Mbëti një brengë" och i finalen fick hon priset för tävlingens bästa ballad. I huvudtävlingen slutade hon på 8:e plats av 47 deltagare med 384 poäng. 2011 deltog Boka i Kënga Magjike med "Anna", en upptempolåt. Hon tog sig likt tidigare år till finalen och tilldelades även AMC-priset. 2013 deltog hon för fjärde gången i Kënga Magjike. Hennes bidrag, "E fundit tango", skrevs av Rozana Radi med musik av Adrian Hila. Boka slutade i finalen 6:a med 555 poäng. Hon tilldelades även priset för bästa framträdande.
I mars 2014 presenterade hon bidraget "Ti më ke mua", med vilket hon kommer att debutera i Top Fest 11 i tillsammans med sångaren Erik Lloshi.